# رباط طولی جلویی
رباط طولی جلویی یا قدامی (به انگلیسی: Anterior longitudinal ligament) همانند رباط طولی پشتی، رباط بلندی است که در طول ستون فقرات امتداد داشته و به جلوی جسم مهره‌ها و دیسک‌های بین مهره‌ای متصل می‌گردد. رباط ‌های طولی پشتی و جلویی، در ثبات مفاصل بین مهره‌ای جلویی که درارتباط با حرکات دیسک‌های بین مهره‌ای است، نقش دارند.

## نگارخانه

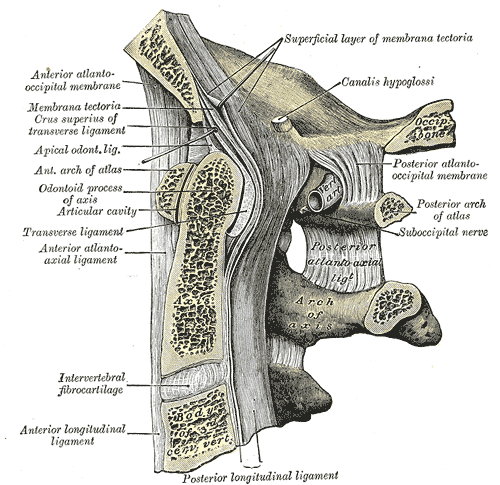
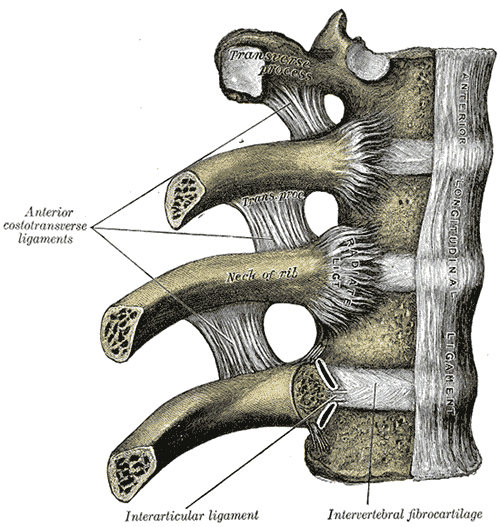